# Илиџијево
Илиџијево (грч. Χαλκηδόνα, Халкидона, раније Јалиџик) је град у општини Илиџијево у периферији Средишња Македонија, Грчка. Према попису из 2021. године било је 2.905 становника.
Српски географ Боривоје Милојевић, 1920. године наводи да је у Илиџијеву било 30 кућа Словена хришћана. После 1922. године насељено је 976 грчких избеглица, тако да је на попису из 1928. године, заједно са словенским староседеоцима, Илиџијево имало 1.191 становника.